# Obuchowo (stacja kolejowa)
Obuchowo (ros. Обухово) – węzłowa stacja kolejowa w miejscowości Petersburg, w Rosji. Węzeł linii Petersburg - Moskwa z liniami do Mgy oraz portu morskiego Petersburg.

## Historia
Stacja powstała w czasach carskich na Kolei Mikołajewskiej, pomiędzy Dworcem Mikołajewskim i stacją Kołpino. Po zbudowaniu linii do Wiatki została węzłem. Następną stacją w kierunku Wiatki było Rybackoje.

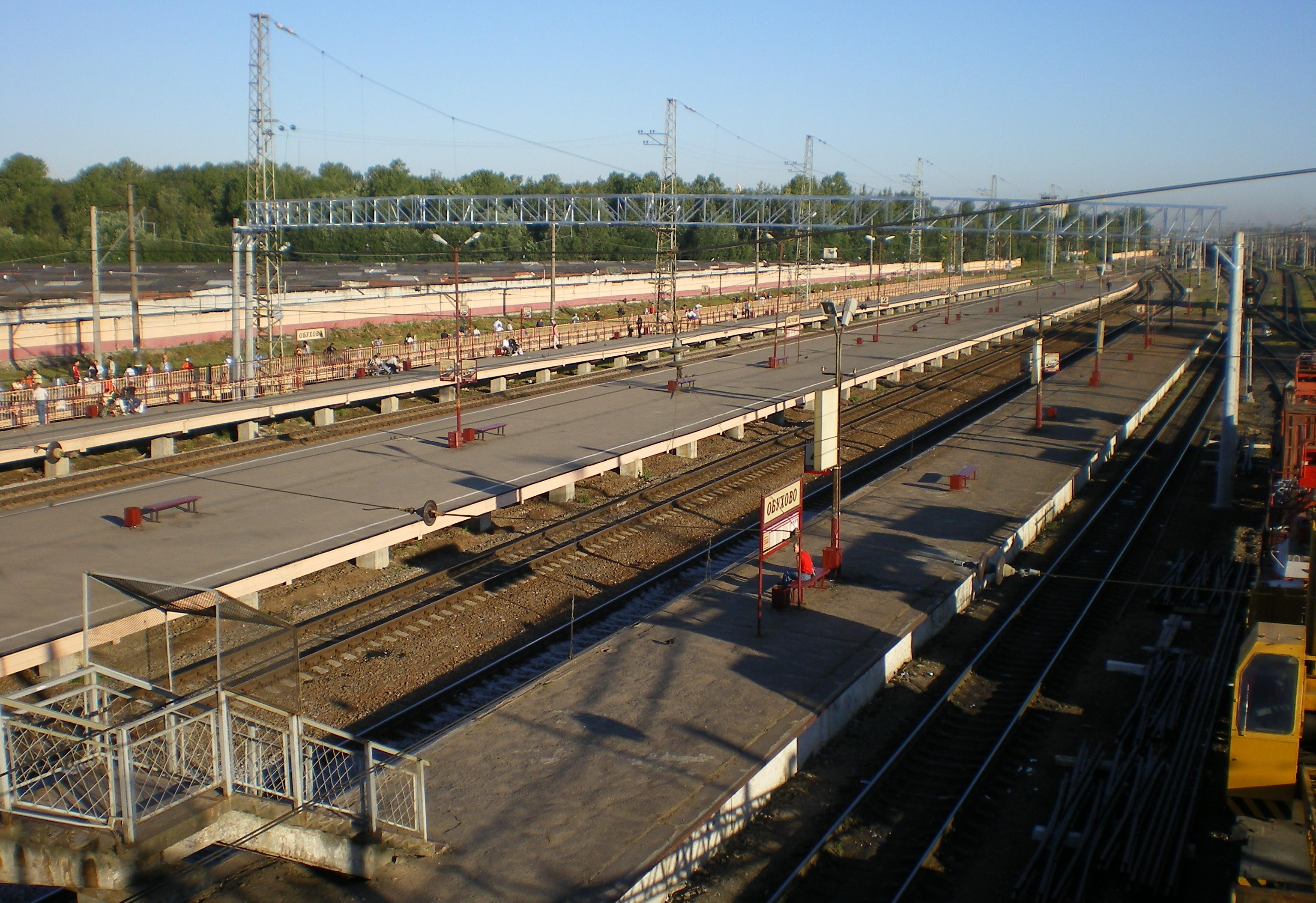
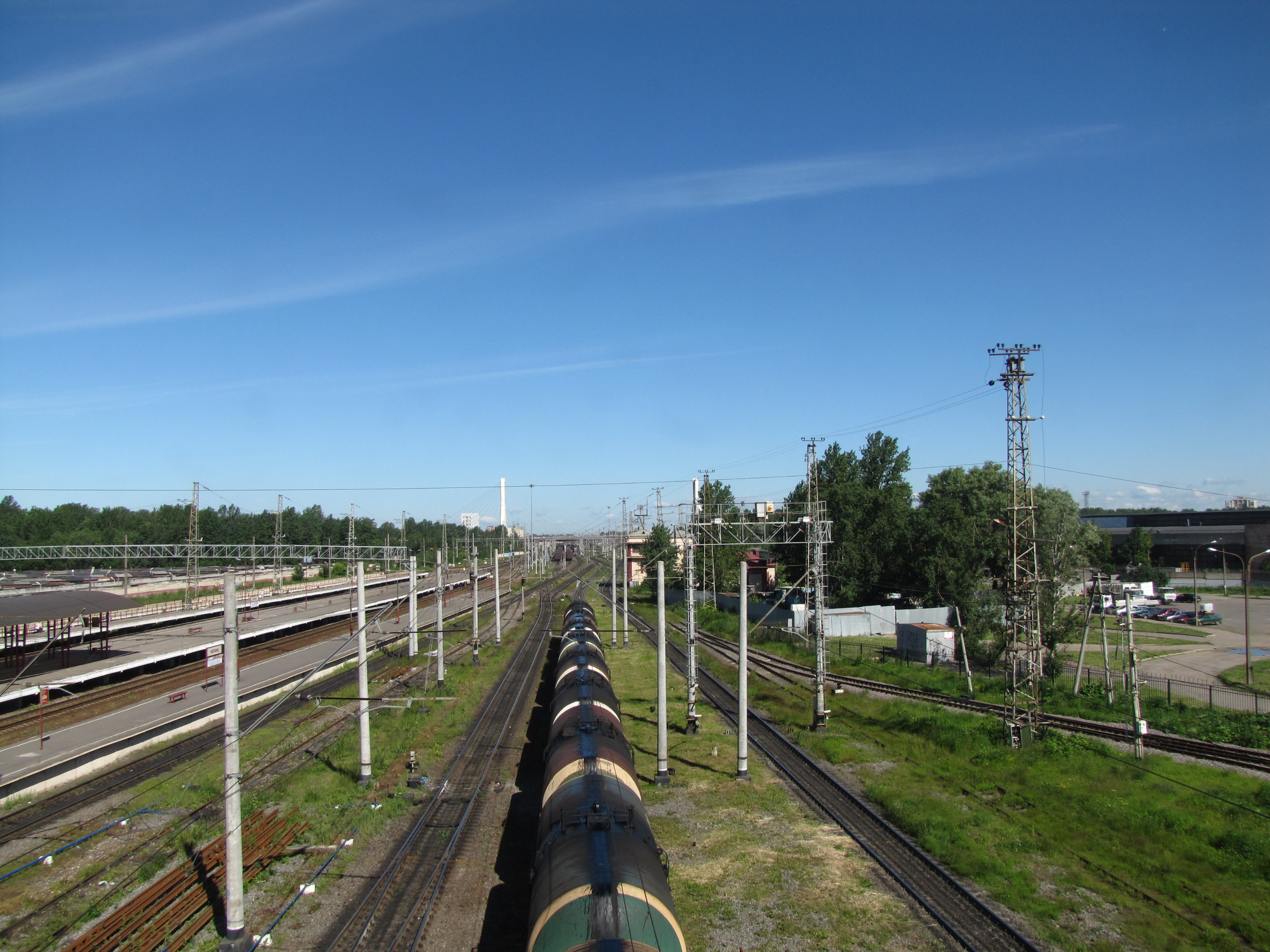